# (6217) Kodai
(6217) Kodai est un astéroïde de la ceinture principale.

## Description
(6217) Kodai est un astéroïde de la ceinture principale. Il fut découvert le 1er décembre 1975 à Cerro El Roble par Carlos Torres et Sergio Barros. Il présente une orbite caractérisée par un demi-grand axe de 2,41 UA, une excentricité de 0,21 et une inclinaison de 10,9° par rapport à l'écliptique.